# 李文餘
李文餘（1531年—？），字廷積，號西江，福建漳州府平和縣人，軍籍，明朝政治人物。

## 生平
嘉靖四十三年（1564年）甲子科福建鄉試第二十四名舉人。嘉靖四十四年（1565年）中式乙丑科會試第二百五十六名，三甲第一百六十九名進士。礼部观政，本年八月授萧山知县，隆慶二年（1568年）六月升长沙府同知，六年七月降和州判官，八月升颍上知县，万历二年（1574年）二月升应天府通判，丁忧。八年二月復除顺天府，九年二月降陈州同知，十年二月升淮安府通判，十一年十一月升南工部主事，十五年二月致仕。

## 家族
曾祖李本章；祖父李宗勉，壽官；父李世浩，府教授封太常寺典簿。前母林氏（贈孺人）；母顏氏（封孺人）。兄文恕（训导）、文察（同知）、文腆（庠生）、弟文炳。